# Prosimien
Prosimia, Prosimii
Sous-ordre
Synonymes
Prosimii (Illiger, 1811)
Le groupe des prosimiens (Prosimia ou Prosimii) englobe des espèces de primates jugées plus primitives que les singes. Autrement dit, ce taxon regroupe les espèces de primates considérées comme les plus éloignées des hominidés, dont l'homme.
Ce terme est considéré comme inapproprié par les cladistes car il désigne un groupe paraphylétique (c'est-à-dire regroupant une espèce ancestrale et une partie seulement de ses descendants). Il a en effet été découvert que les tarsiers, inclus dans les prosimiens, sont phylogénétiquement plus proches des Simiiformes que des Lemuriformes. Plutôt que Prosimia, les cladistes préfèrent utiliser des taxons holophylétiques comme Haplorrhini (qui regroupe Simiiformes et Tarsiformes) et Strepsirrhini (qui regroupe les autres prosimiens).

## Historique
Avant la classification proposée par Carl von Linné en 1758, toutes les espèces de singes et de lémuriens connues étaient regroupées sous le terme de quadrumane. Linné introduit le concept de Primates et de quatre genres, les Lemur, Simia, Vespertilio et Homo, qui regroupaient respectivement, les espèces connues de lémuriens, singes et chauves-souris ainsi que l'homme. Une classification plus précise a ensuite été progressivement établie.
Prosimia est construit à partir du latin pro, signifiant « premier », et de Simia, ancien taxon désignant à l'origine les singes.
Ce terme a été proposé en 1785 par Pieter Boddaert, qui organisait les quadrumanes en trois groupes, les singes (Simia, dont Cercophithecus, Papio, Cebus, Callithrix), les makis (Prosimia) et les loris (Tardigradus). Par la suite, Prosimia a été jugé synonyme du Lemur de Linné de 1758.

## Un grade évolutif
Le groupe des prosimiens est considéré comme un grade par les systématiciens évolutionnistes. Ces derniers regardent la très grande proximité morphologique, physiologique et écologique entre les tarsiers et les autres prosimiens comme une raison suffisante pour conserver ce taxon. En effet, l'holophylie n'est pas un critère pertinent pour cette école de taxonomie pour établir une classification à la fois utile, et reflétant plus fidèlement la dynamique évolutive.

## Classification phylogénétique
Les espèces classées dans les prosimiens vivent à Madagascar, en Afrique subsaharienne et en Asie du sud-est. Si l'on omet les tarsiers, tous les prosimiens appartiennent au sous-ordre des Strepsirrhini. Les adapidés sont un groupe éteint de prosimiens, proches des strepsirrhiniens. Les omomyidés sont un autre groupe éteint de prosimiens, mais plus proches des tarsiers, membres des haplorrhiniens.
- Ordre Primates
  - Sous-ordre Strepsirrhini : prosimiens non-tarsiers
    - Infra-ordre Lemuriformes : lémuriens
      - Superfamille Cheirogaleoidea
        - Famille Cheirogaleidae : lémuriens nains

      - Superfamille Lemuroidea
        - Famille Lemuridae :
        - Famille Lepilemuridae :
        - Famille Indriidae :

    - Infra-ordre Chiromyiformes
      - Famille Daubentoniidae : Aye-aye

    - Infra-ordre Lorisiformes
      - Famille Lorisidae : loris
      - Famille Galagidae : galagos

  - Sous-ordre Haplorrhini : tarsiers et singes
    - Infra-ordre Tarsiiformes
      - Famille Tarsiidae : tarsiers

    - Infra-ordre Simiiformes : singes
      - Micro-ordre Platyrrhini : singes du Nouveau Monde (4 familles)
      - Micro-ordre Catarrhini : singes de l'Ancien Monde (3 familles)